# 비유동부채
비유동부채(非流動負債) 또는 고정부채(固定負債)는 부채 중에서 만기가 1년 이후에 도래하는 것을 말한다.
비유동부채의 종류는 사채, 임대보증금, 장기차입금, 퇴직급여충당부채, 이연법인세부채, 장기매입채무 등이 있다.
비유동부채는 영어로 Non-current liabilities 라고 한다. 

## 같이 보기
- 채권자